# Sioni-Kirche (Bolnissi)

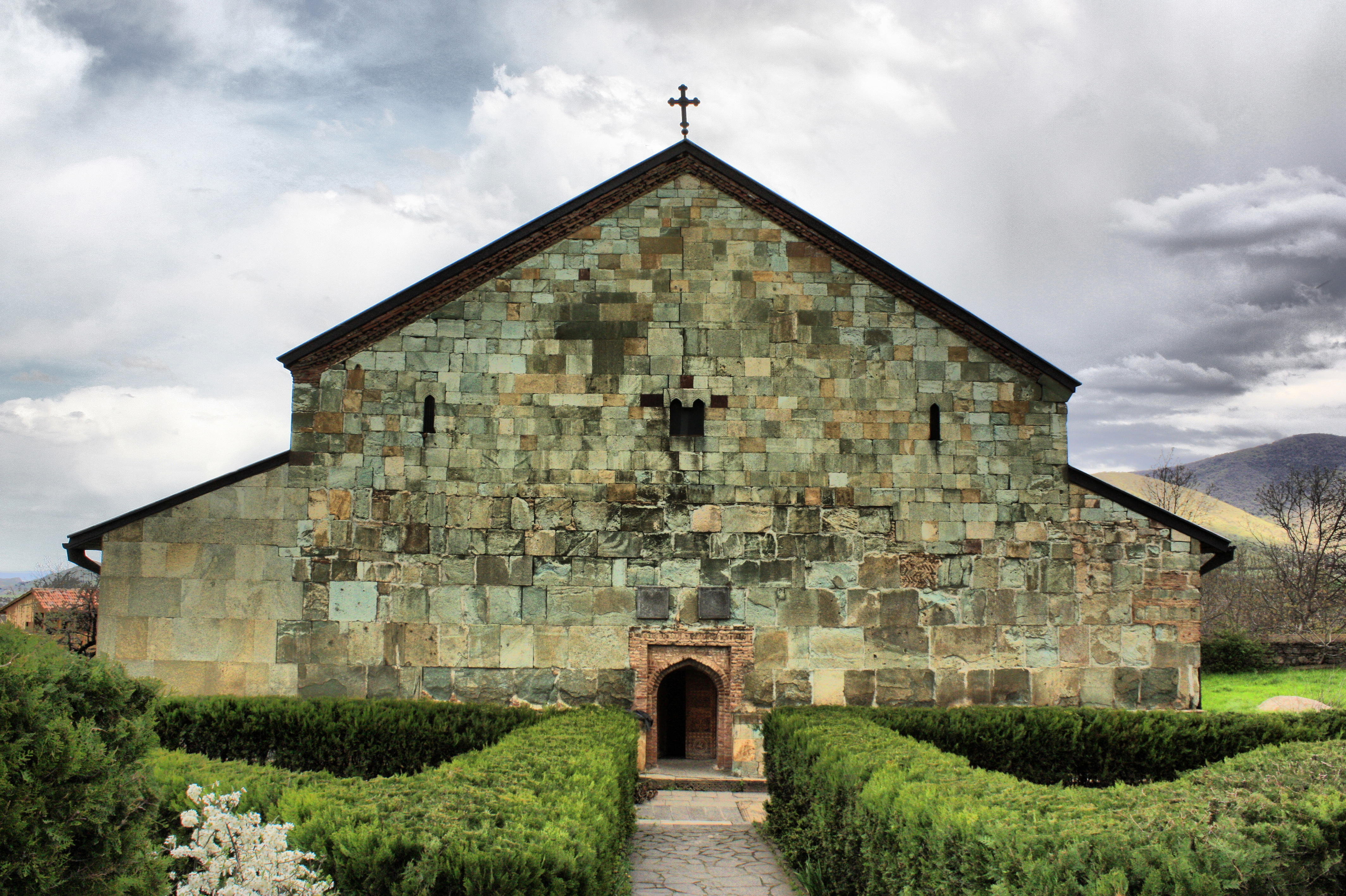
Bolnissi Sioni, Westseite (2011)

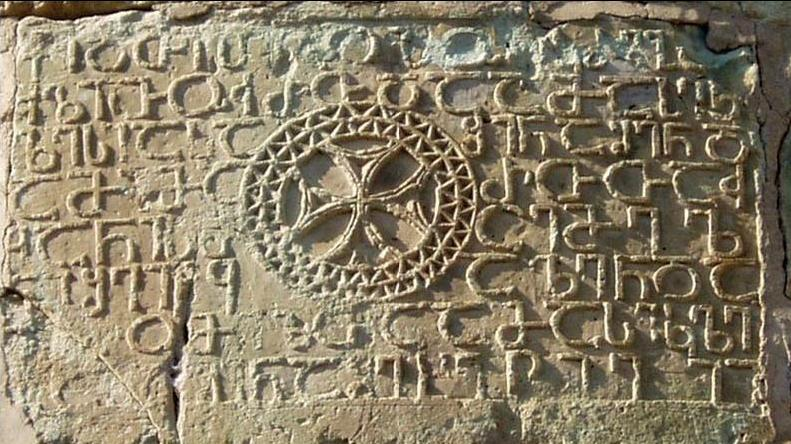
Die georgische Inschrift mit dem Bolnissikreuz, eine der ältesten historischen Belege der georgischen Schrift, befindet sich über dem zentralen Fenster der Apsis

Die georgisch-orthodoxe Bolnissier Sioni-Kirche (georgisch ბოლნისის სიონი; bɔlnɪsɪs sɪɔnɪ) ist die älteste erhaltene, datierte Kirche Georgiens. Sie liegt in Bolnissi in der Region Niederkartlien, Munizipalität Bolnissi, am linken Ufer des Flusses Bolnissiszqali. Nach einer Inschrift, die sich über dem östlichen Eingang an der Nordwand befindet, wurde sie zwischen 478 und 493 errichtet.
Die Bolnissier Sioni-Kirche ist eine dreischiffige Basilika. Die Wände sind mit behauenem türkisblauem quadratischem Stein verkleidet. Die drei Schiffe sind durch fünf Säulen getrennt. Die Apsis ist halbkreisförmig.
Berühmt sind die Bolnissi-Inschriften an der Kirche. Sie sind die ältesten historischen Belege der georgischen Schrift in Georgien. 
Von der Bolnissier Sioni-Kirche stammt auch das Bolnissikreuz, das heute – neben dem Kreuz der Heiligen Nino (Weinrebenkreuz) – häufig von der georgisch-orthodoxen Kirche verwendet wird.
Der Fußballverein FC Sioni Bolnissi ist nach der Kirche benannt.